# Ulrich Eisenberg
Ulrich Eisenberg (* 5. März 1939 in Hanau) ist ein deutscher Rechtswissenschaftler und Kriminologe.

## Leben
Eisenberg studierte Rechtswissenschaft und absolvierte 1964 die erste und 1967 die zweite juristische Staatsprüfung. Er promovierte 1967 an der Universität Mainz. 1974 wurde er habilitiert und 1976 zum ordentlichen Professor für Strafrecht, Kriminologie, Jugendstrafrecht und Strafvollzug an der Freien Universität Berlin berufen. 2007 wurde Eisenberg emeritiert.

## Schriften (Auswahl)
- Strafe und freiheitsentziehende Massnahme. Kriminalistik-Verlag, Hamburg 1967. (Dissertation, Universität Mainz, 1967)
- Einführung in Probleme der Kriminologie. Goldmann, München 1972, ISBN 3-442-60035-9.
- Kriminologie. Heymann, Köln 1979, ISBN 3-452-18641-5; 6. neu bearb. Auflage. Beck, München 2005, ISBN 3-406-53165-2.
- Minderjährige in der Gesellschaft. Über Zusammenhänge zwischen institutionalisierten Beeinträchtigungen und Delinquenz. Heymann, Köln 1980, ISBN 3-452-18814-0.
- Bestrebungen zur Änderung des Jugendgerichtsgesetzes. Vortrag gehalten vor der Juristischen Gesellschaft zu Berlin am 19. Oktober 1983. de Gruyter, Berlin / New York 1984, ISBN 3-11-010031-2.
- Kriminologie, Jugendstrafrecht, Strafvollzug. Fälle und Lösungen zu Grundproblemen. Heymann, Köln 1986, ISBN 3-452-20580-0. (8. Auflage: Fälle zum Schwerpunkt Strafrecht. Strafprozess, Kriminologie, Jugendstrafrecht, Strafvollzug. Beck, München 2007, ISBN 978-3-406-55909-9)
- mit Claudius Ohder: Aussetzung des Strafrestes zur Bewährung. Eine empirische Untersuchung der Praxis am Beispiel von Berlin (West). de Gruyter, Berlin / New York 1987, ISBN 3-11-011228-0.
- mit Claudius Ohder und Karl Bruckmeier: Verkehrsunfallflucht. Eine empirische Untersuchung zu Reformmöglichkeiten. de Gruyter, Berlin / New York 1989, ISBN 3-11-012115-8.
- Jugendgerichtsgesetz. 20. Auflage. Beck, München 2018, ISBN 978-3-406-70766-7. (1. Auflage. München 1982, ISBN 3-406-08546-6)
- Beweisrecht der StPO. Spezialkommentar. 10. Auflage. Beck, München 2017, ISBN 978-3-406-70263-1 (Persönliche Beweismittel in der StPO. Beck, München 1993, ISBN 3-406-37216-3)